# Юліян Строгов
Юліян Михайлов Строгов (болг. Юлиян Михайлов Строгов; 28 березня 1972, Добрич) — болгарський боксер, призер чемпіонатів світу та Європи.

## Спортивна кар'єра
Юліян Строгов займався боксом з 14 років. 1988 року ввійшов до складу юнацької збірної Болгарії.
На чемпіонаті світу 1991 здобув дві перемоги та вийшов до півфіналу, але відмовився від бою через травму, задовольнившись бронзовою медаллю.
На Олімпійських іграх 1992 переміг в першому бою Роні Ноана (Нова Гвінея), а в другому програв Тіму Остін (США) — 7-19.
На чемпіонаті Європи 1993 програв в другому бою.
На чемпіонаті Європи 1996 завоював срібну медаль, здобувши в півфіналі перемогу над Сергієм Ковганко (Україна) — 6-1 та програвши в фіналі Альберту Пакеєву (Росія) — 3-9.
На Олімпійських іграх 1996 в першому раунді поступився в близькому бою Демаєну Келлі (Ірландія) — 11-12.
На чемпіонатах світу 1997 і 1999 програв суперникам в першому бою.